# Grand Bec (massif du Mont-Blanc)
Pour les articles homonymes, voir Grand Bec.
Le Grand Bec est un sommet de Suisse situé dans les Alpes, dans le nord du massif du Mont-Blanc, dans le canton du Valais au sud de Martigny.

## Géographie
Il s'élève à 2 616 mètres d'altitude au nord-ouest du Clocher d'Arpette (2 819 m), au nord-nord-ouest du Six Carro (2 825 m), au nord-nord-est du Génépi (2 881 m) et du Someceon du Dru (2 828 m), à l'est de la pointe de Prosom (2 761 m) et à l'ouest-sud-ouest de la pointe Ronde (2 655 m), au-dessus des gorges du Durnand situées au nord-est (900 m).
Juste à ses pieds au nord-ouest se trouve le lac de la Breye (2 453 m).